# Esther Graf
Esther Graf (Spittal an der Drau, 8 september 1998) is een Oostenrijks singer-songwriter en model. Ze staat onder contract op het label RCA Records.

## Biografie
Graf werd geboren in Spittal an der Drau in de Oostenrijkse staat Karinthië. Ze groeide op in Altersberg in de gemeente Trebesing.  Na haar basisschool te hebben afgerond, volgde ze een muziekopleiding aan het BORG Gastein in Bad Hofgastein, Salzburg. Samen met Javier Rodaro en een koor nam ze deel aan het ORF programma  Die große Chance der Chöre. Ze behaalden de derde plaats. Vervolgens verhuisde Graf naar Wenen, waar ze haar diploma aan de middelbare school behaalde en aan de slag ging als model en zangeres.
Sinds begin 2021 is Graf woonachtig te Berlijn. Vanaf 2021 presenteerde ze samen met Emily Roberts het maandelijkse programma Vitamin E op het radiostation Fritz.

## Discografie

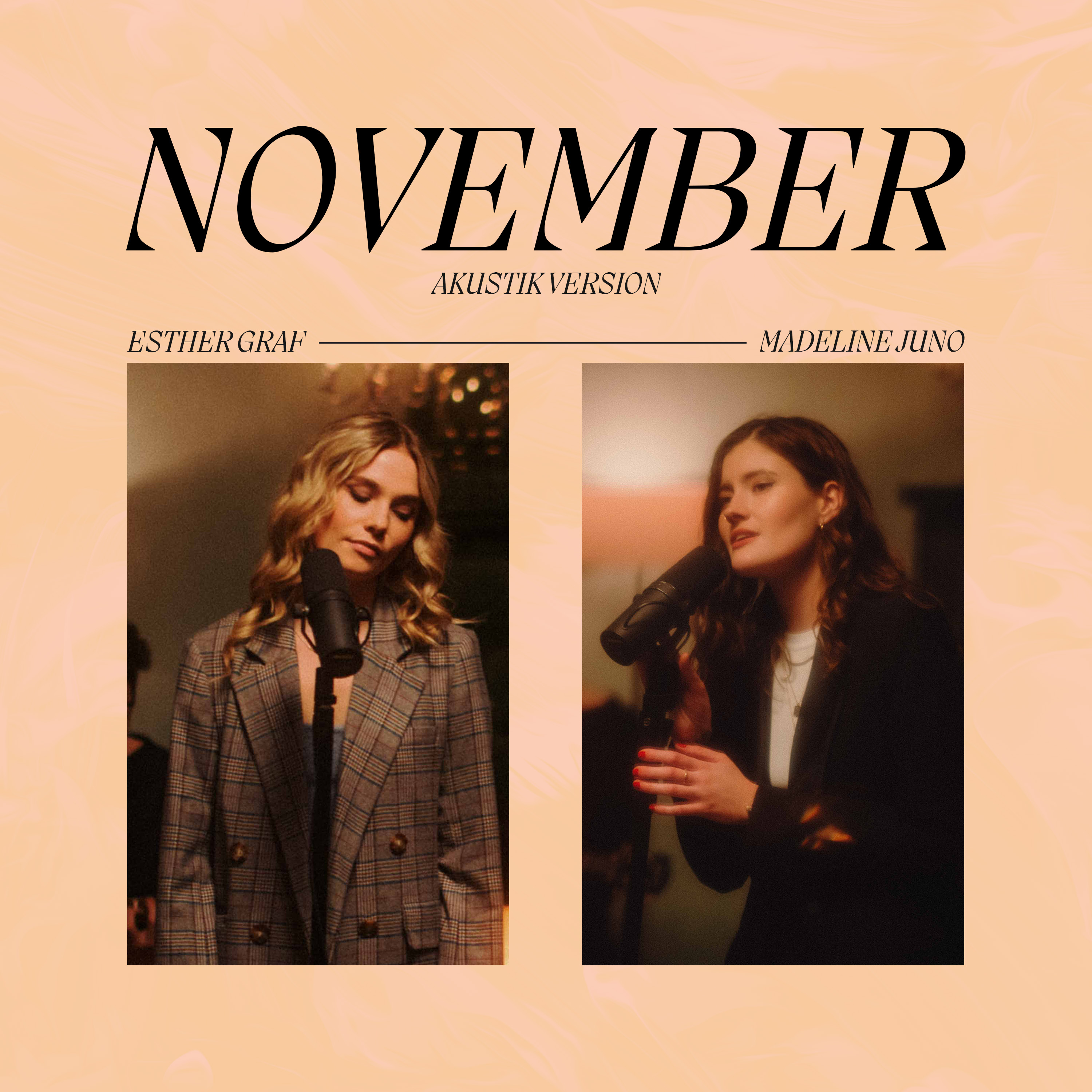
Cover van November samen met Madeline Juno

### Albums
| Jaar | Titel          |
| ---- | -------------- |
| 2024 | Happy Worstday |

### Ep's
| Jaar | Titel                        |
| ---- | ---------------------------- |
| 2022 | Red Flags                    |
| 2023 | Nach den schlechtesten Tagen |

### Singles
| Jaar | Titel                        |
| ---- | ---------------------------- |
| 2020 | Letztes mal (met Olexesh)    |
| 2021 | Mit dir schlafen             |
| 2021 | Bum Bum Eis                  |
| 2021 | November (met Madeline Juno) |
| 2022 | Nie begegnet                 |
| 2024 | Überall                      |
| 2024 | Mam hat gesagt               |

### Samenwerkingen
| Jaar | Titel     | Met                               |
| ---- | --------- | --------------------------------- |
| 2021 | Moje Sva  | Hava                              |
| 2021 | Narben    | Katja Krasevice & Marwin Balsters |
| 2022 | Molly     | Selmom en Bausa                   |
| 2024 | Glücklich | Montez                            |

- International Standard Name Identifier: 0000 0004 8376 5921
- MusicBrainz: 4727376f-ee96-4237-adc5-05ead325300e